# Fiumara (Barletta)
Fiumara is een plaats (frazione) in de Italiaanse gemeente Barletta.